# António Martins de Chaves
António Martins de Chaves (castell d'Eaus de Flavia, a prop de Porto, Portugal, 1390 - Roma, 6 de juliol de 1447) va ser un cardenal portuguès del segle xv.

## Biografia
António Martins de Chaves va ser beneficiari de la catedral de Lisboa i degà del capítol d'Évora. L'any 1423 és nomenat bisbe de Porto. Assisteix al Concili de Basilea, Ferrara i Florència com a representant del rei Eduard I de Portugal. És enviat per negociar la pau entre el rei Enric V d'Anglaterra, el rei Carles VII de França i el duc Felip III de Borgonya. La pau és signada a Arràs l'any 1435. El papa Eugeni IV l'envia a Constantinoble per convidar l'emperador Joan VII Paleòleg al Concili de Basilea, Ferrara i Florència.
El Papa Eugeni IV el fa cardenal en el consistori del 18 de desembre de 1439. Martins fa construir l'església d'Antonio dei Portoghesi i l'hospici portuguès a Roma.
El cardenal Martins de Chaves participa al conclave de 1447 on és elegit Nicolau V.